# Opere giovanili
Opere giovanili (Rani Radovi) è un film del 1969 diretto da Želimir Žilnik. 
Vinse l'Orso d'oro al Festival di Berlino.